# پایگاه محافظت ملی هوایی شارلوت
پایگاه محافظت ملی هوایی شارلوت (به انگلیسی: Charlotte Air National Guard Base) یک فرودگاه است . این فرودگاه در شهر شارلوت کشور ایالات متحده آمریکا قرار دارد .